# Białoruska Socjaldemokratyczna Partia (Hramada)
Białoruska Socjaldemokratyczna Partia (Hramada) (biał. Беларуская сацыял-дэмакратычная партыя (Грамада), Biełaruskaja sacyjał-demakratycznaja partyja (Hramada)) – białoruska socjaldemokratyczna partia polityczna, opozycyjna wobec prezydenta Aleksandra Łukaszenki. Jej działalność została zdelegalizowana 20 września 2023.

## Historia BSDP
W wyborach parlamentarnych na Białorusi w 2004 r. Hramada była częścią bloku Ludowa Koalicja 5 plus, która nie uzyskała żadnego mandatu. Kandydat Hramady w wyborach prezydenckich w 2006 Alaksandr Kazulin uzyskał poparcie 2,3%.
10 października 2010 roku odbył się 13. zjazd partii, z czasie którego na stanowisko przewodniczącego wybrano Anatola Sidarewicza, który zastąpił na tym stanowisku Anatola Laukowicza. Ministerstwo Sprawiedliwości Białorusi uznało zjazd za nieważny, uzasadniając decyzję naruszeniami prawa w czasie jego przygotowania. W styczniu 2011 roku Ministerstwo udzieliło partii dwóch pisemnych ostrzeżeń w związku z brakiem przygotowań do powtórzenia zjazdu. 5 czerwca 2011 roku w Mińsku 13. zjazd partii został powtórzony. Na jej przewodniczącą została wybrana Iryna Wiesztard, należąca do białoruskojęzycznego skrzydła partii. Głosowało na nią 77 delegatów, 1 głosował przeciw, a siedmiu wstrzymało się od głosu.
Przed wyborami prezydenckimi w grudniu 2010 roku partia zgłosiła swoich przedstawicieli do komisji wyborczych w roli obserwatorów. Do 13 grudnia Centralna Komisja Wyborcza akredytowała 9 obserwatorów z ramienia tego ugrupowania. Stanowiło to 10% wszystkich akredytowanych krajowych obserwatorów od opozycji, wobec ogólnej ich liczby 27 282.
Partia była współzałożycielem utworzonej 9 stycznia 2011 roku Narodowej Koordynacyjnej Rady Opozycji, której zadaniem jest domagać się uwolnienia ludzi aresztowanych z przyczyn politycznych, informować obywateli Białorusi i wspólnotę międzynarodową, domagać się powrotu Białorusi na drogę prawa i demokracji, a także tworzyć warunki do przeprowadzenia w kraju wolnych i demokratycznych wyborów.

## Prezesi BSDP
| Portret | Imię i nazwisko     | od                | do                   | dodatkowych informacji                                                                     |
| ------- | ------------------- | ----------------- | -------------------- | ------------------------------------------------------------------------------------------ |
|         | Michaił Tkaczou     | 2 marca 1991      | 31 października 1992 | Doktor nauk, profesor                                                                      |
|         | Aleh Trusau         | 1992              | 1995                 | Historyk, archeolog i działacz społeczny                                                   |
|         | Mikałaj Statkiewicz | 1995              | 19 lutego 2005       | Kandydat w wyborach prezydenckich 2010                                                     |
|         | Anatol Laukowicz    | 19 lutego 2005    | 25 czerwca 2006      | Kandydat nauk, docent                                                                      |
|         | Alaksandr Kazulin   | 25 czerwca 2006   | 3 sierpnia 2008      | Kandydat w wyborach prezydenckich 2006. Były rektor Białoruskiego Uniwersytetu Państwowego |
|         | Anatol Laukowicz    | 3 sierpnia 2008   | 10 красавіка 2010    | Kandydat nauk, docent                                                                      |
|         | Anatol Sidorewicz   | 10 красавіка 2010 | 5 czerwca 2011       | Pisarz, historyk i wykładowca                                                              |
|         | Iryna Wiesztard     | 5 czerwca 2011    | 11 marca 2018        |                                                                                            |
|         | Ihar Barysau        | 11 marca 2018     | nadal                | Dziennikarz, publicysta                                                                    |

## Nazwa
- Białoruska Socjaldemokratyczna Hramada (2 marca 1991 – 29 czerwca 1996)
- Białoruska Socjaldemokratyczna Partia (Ludowa Hramada) (29 czerwca 1996 – 24 czerwca 2005)
- Białoruska Socjaldemokratyczna Partia (Hramada) (od 24 czerwca 2005)